# Ptychobiosis
Ptychobiosis is een geslacht van schietmotten van de familie Hydrobiosidae.

## Soorten
- P. iconica A Neboiss, 2002
- P. neboissi F Schmid, 1989
- P. nigrita (Banks, 1939)
- P. rieki (A Neboiss, 1962)